# Molosos

Tribus del Epiro en la antigüedad.

Los Molosos (en griego: Μολοσσοί) eran un antiguo pueblo griego de Molosia, en el Epiro, relacionado con los tesprotos y caones. Hablaban el griego del noroeste, un dialecto del griego dórico. El poeta Homero menciona con frecuencia Tesprotia que tenía relaciones de amistad con Ítaca y Cefalonia. En sus fronteras limitaban al norte con los caones y al sur con los tesprotos. Los molosos formaron parte de la Liga Epirota hasta que fueron anexados a la República romana.

## Geografía

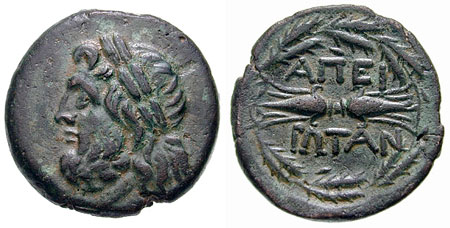
La aleación epirota, 234 a. C.

Estrabón sitúa el territorio de Molosia en el centro del Epiro. Molosia se extiende entre la Tesprotia al sur del río Tiamis  en el norte, y entre la cordillera del Pindo y el mar Jónico.